# 我孫子町駅

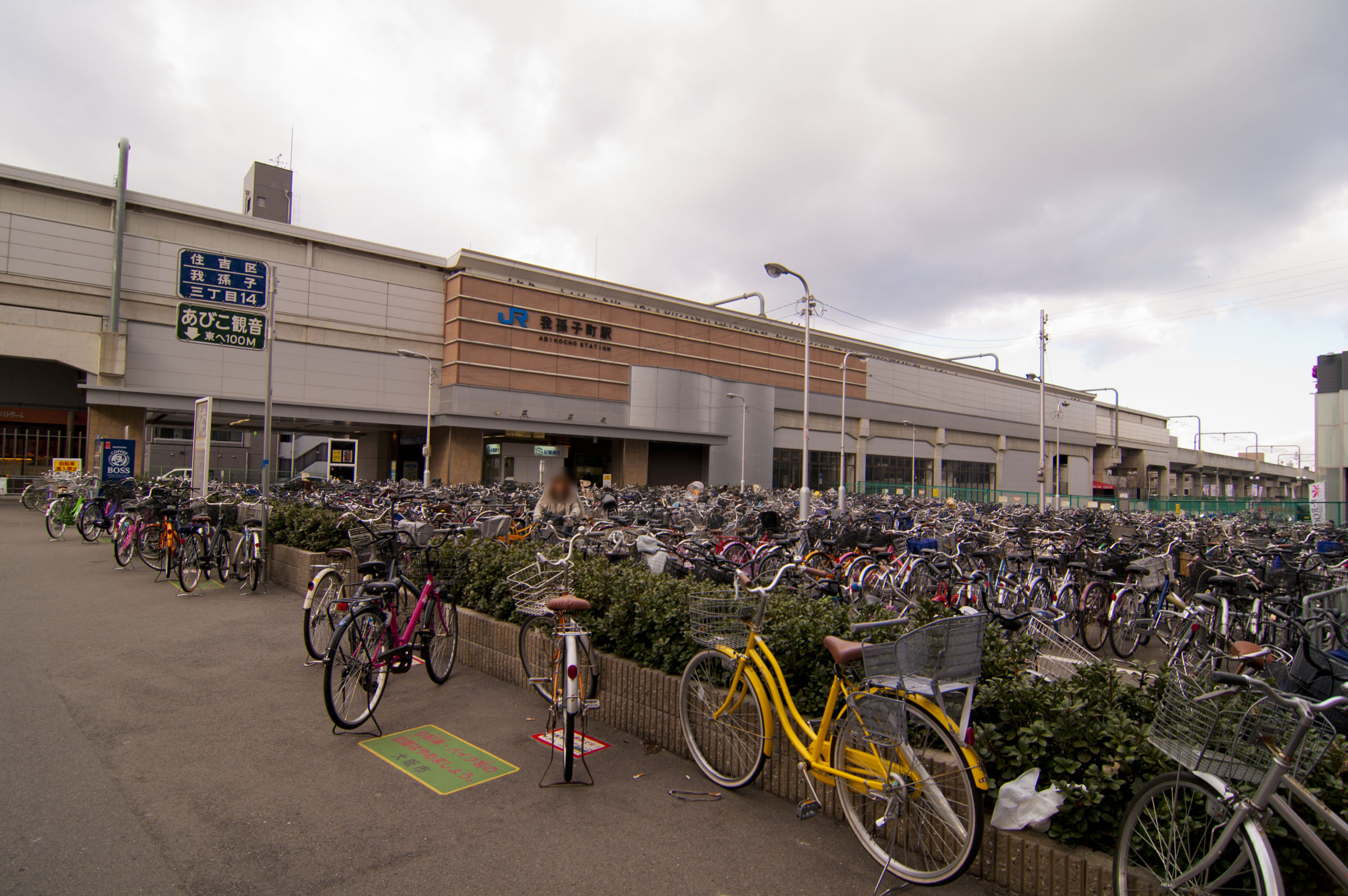
東口（2012年1月）

我孫子町駅（あびこちょうえき）は、大阪府大阪市住吉区我孫子三丁目にある、西日本旅客鉄道（JR西日本）阪和線の駅である。駅番号はJR-R25。

## 歴史
大聖観音寺（我孫子観音）への参詣輸送のため阪和電気鉄道が新設した。当初は臨時駅として開業したためホーム・出札所は木造、待合所、駅員詰所はテント張りという簡素な設備だったが、使用期限延長を経て通年営業の駅となり停留場として改築された。節分詣や大晦日、元旦には終夜運転が実施された。

### 年表
- 1929年（昭和4年）12月10日：阪和電気鉄道が臨南寺前駅（現在の長居駅） - 杉本町停留場（現在の杉本町駅）間に臨時停留場設置工事施工認可申請（12月16日認可）[1]。
- 1930年（昭和5年）
  - 1月1日：我孫子観音前臨時停留場として開業。使用期限は2月10日まで[1]。
  - 2月24日：同年12月31日まで使用延長申請（3月20日認可）[1]。
  - 12月2日：正式な停留場へ変更申請[1]。
  - 12月6日：停留場として営業開始[1]。
- 1940年（昭和15年）12月1日：南海鉄道への吸収合併により、同鉄道山手線の駅となる[2]。
- 1944年（昭和19年）5月1日：戦時買収により南海山手線は国有化[2]。同時に駅名改称（駅へ昇格）され、運輸通信省（後の日本国有鉄道）阪和線我孫子町駅となる。
- 1966年（昭和41年）12月1日：荷物扱い廃止[3]。
- 1970年（昭和45年）：点字ブロックを日本の鉄道駅で初めてプラットホームに敷設。
- 1987年（昭和62年）4月1日：国鉄分割民営化により、西日本旅客鉄道（JR西日本）の駅となる[2][3]。
- 1993年（平成5年）7月1日：阪和線運行管理システム（初代）導入。
- 1998年（平成10年）5月19日：自動改札機を設置し、供用開始[4]。
- 2003年（平成15年）11月1日：ICカード「ICOCA」の利用が可能となる[5]。
- 2004年（平成16年）10月16日：上り線が高架ホームに移行[6][7]。
- 2006年（平成18年）5月21日：下り線が高架ホームに移行[2][8]。
- 2013年（平成25年）9月28日：阪和線運行管理システムを2代目のものに更新。
- 2014年（平成26年）6月1日：ジェイアール西日本交通サービス（現在のJR西日本交通サービス）による業務委託駅となる。
- 2018年（平成30年）3月17日：駅ナンバリングが導入され、使用を開始。

## 駅構造
相対式ホーム2面2線を持つ高架駅である。分岐器のない棒線駅の構造であるが、踏切長時間鳴動対策のために駅前後の信号機が絶対信号機に変更されたため、停留所ではない。改札口は1ヶ所のみ。
堺市駅が管理しているJR西日本交通サービスによる業務委託駅で、JRの特定都区市内制度における「大阪市内」に属している。ICカード「ICOCA」を利用することができる（相互利用可能ICカードはICOCAの項を参照）。

### のりば
| のりば | 路線   | 方向 | 行先                     |
| ------ | ------ | ---- | ------------------------ |
| 1      | 阪和線 | 下り | 鳳・関西空港・和歌山方面 |
| 2      | 阪和線 | 上り | 天王寺・大阪方面         |

- 高架化駅舎開業の際に、通過列車用の入線メロディが別の新しいものに変更されたが、のちに元のメロディに戻された（南田辺駅・長居駅も同様）。

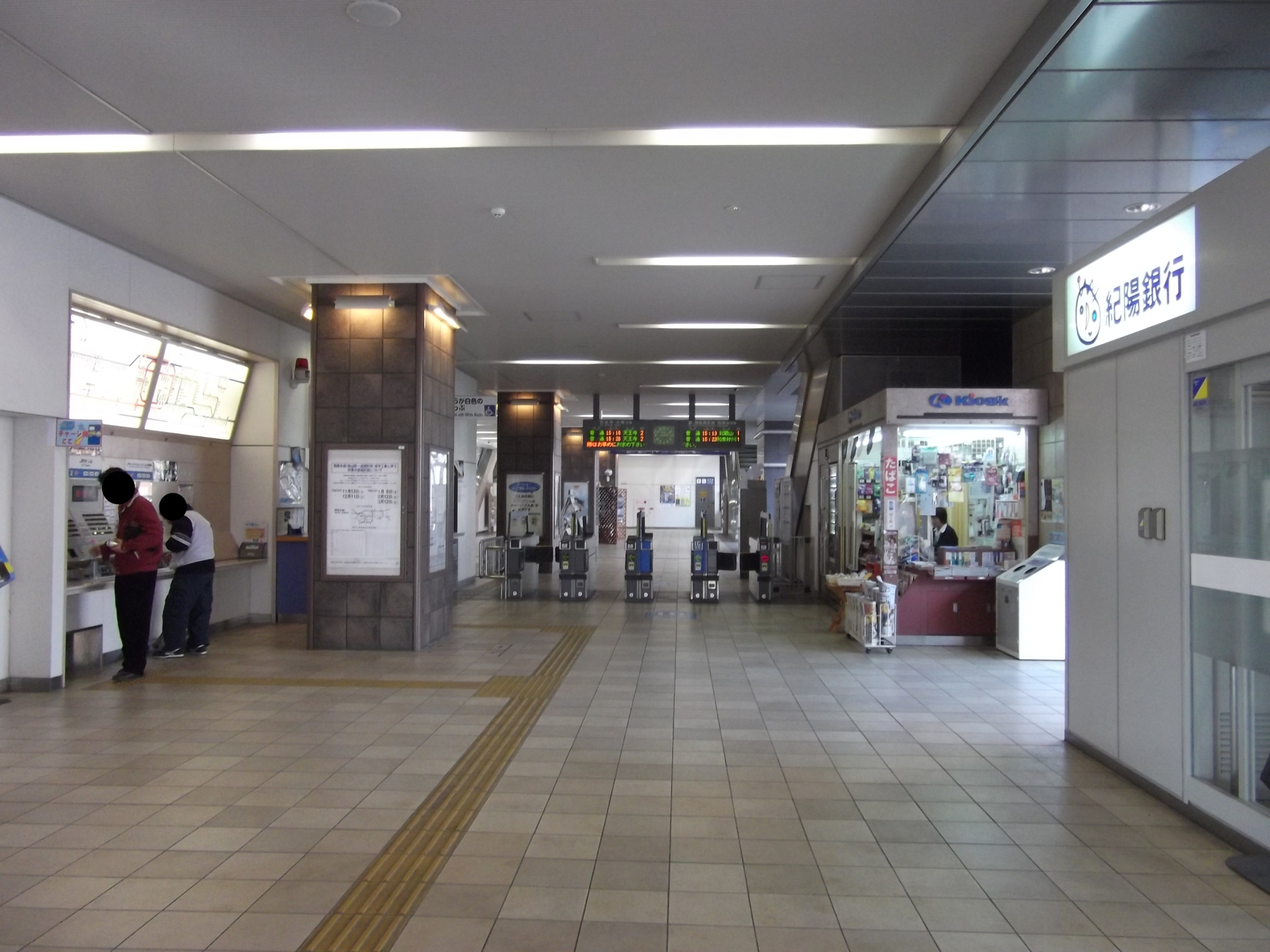
改札口（2011年2月）

## 利用状況
2023年（令和5年）度の一日平均乗車人員は5,443人である。Osaka Metro御堂筋線あびこ駅とともに、吾彦山大聖観音寺（あびこ観音）への最寄り駅であり、節分の時はかなり混雑する。
各年度の1日の平均乗車人員は以下の通りである。
| 年度               | 1日平均 乗車人員 | 出典          |
| ------------------ | ---------------- | ------------- |
| 1988年（昭和63年） | 6,534            | [ 大阪府 1 ]  |
| 1989年（平成元年） | 6,645            | [ 大阪府 1 ]  |
| 1990年（平成02年） | 6,845            | [ 大阪府 2 ]  |
| 1991年（平成03年） | 6,933            | [ 大阪府 3 ]  |
| 1992年（平成04年） | 6,948            | [ 大阪府 4 ]  |
| 1993年（平成05年） | 6,849            | [ 大阪府 5 ]  |
| 1994年（平成06年） | 6,789            | [ 大阪府 6 ]  |
| 1995年（平成07年） | 6,810            | [ 大阪府 7 ]  |
| 1996年（平成08年） | 6,854            | [ 大阪府 8 ]  |
| 1997年（平成09年） | 6,668            | [ 大阪府 9 ]  |
| 1998年（平成10年） | 6,476            | [ 大阪府 10 ] |
| 1999年（平成11年） | 6,326            | [ 大阪府 11 ] |
| 2000年（平成12年） | 6,419            | [ 大阪府 12 ] |
| 2001年（平成13年） | 6,323            | [ 大阪府 13 ] |
| 2002年（平成14年） | 6,223            | [ 大阪府 14 ] |
| 2003年（平成15年） | 6,288            | [ 大阪府 15 ] |
| 2004年（平成16年） | 6,216            | [ 大阪府 16 ] |
| 2005年（平成17年） | 6,181            | [ 大阪府 17 ] |
| 2006年（平成18年） | 6,237            | [ 大阪府 18 ] |
| 2007年（平成19年） | 6,183            | [ 大阪府 19 ] |
| 2008年（平成20年） | 6,289            | [ 大阪府 20 ] |
| 2009年（平成21年） | 6,331            | [ 大阪府 21 ] |
| 2010年（平成22年） | 6,662            | [ 大阪府 22 ] |
| 2011年（平成23年） | 6,962            | [ 大阪府 23 ] |
| 2012年（平成24年） | 7,015            | [ 大阪府 24 ] |
| 2013年（平成25年） | 6,755            | [ 大阪府 25 ] |
| 2014年（平成26年） | 6,511            | [ 大阪府 26 ] |
| 2015年（平成27年） | 6,559            | [ 大阪府 27 ] |
| 2016年（平成28年） | 6,446            | [ 大阪府 28 ] |
| 2017年（平成29年） | 6,379            | [ 大阪府 29 ] |
| 2018年（平成30年） | 6,281            | [ 大阪府 30 ] |
| 2019年（令和元年） | 6,149            | [ 大阪府 31 ] |
| 2020年（令和02年） | 5,160            | [ 大阪府 32 ] |
| 2021年（令和03年） | 5,292            | [ 大阪府 33 ] |
| 2022年（令和04年） | 5,534            | [ 大阪府 34 ] |
| 2023年（令和05年） | 5,443            | [ 大阪府 35 ] |

## 駅周辺

### 公共機関
- 住吉区役所・大阪市立住吉図書館
- 住吉郵便局（ゆうちょ銀行住吉店併設）
- 日本郵便 住吉我孫子郵便局
- 大阪市高速電気軌道 (Osaka Metro) あびこ駅
- 大阪シティ信用金庫我孫子支店

### 社寺
- 吾彦山大聖観音寺（あびこ観音）
- 金光教吾彦（あびこ）教会

### 学校
- 浪速高等学校・中学校
- 大阪市立大空小学校
- 大阪市立南住吉小学校
- 大阪市立依羅小学校
- 大阪府立大阪南視覚支援学校
- あびこ幼稚園
- よさみ幼稚園

### 病院
- あびこ病院
- 阪和記念病院

### 商業施設
- 我孫子町商店街
- ライフ住吉山之内店
- サンディ南住吉店
- ウエルシア住吉我孫子店

## バス路線
「JRあびこ町」停留所にて、大阪シティバスの路線が発着する。なお、2月初頭の節分期には近隣のあびこ観音（大聖観音寺）に至る屋台が出る歩行者天国帯が形成されるため、以下の路線が休止・ルート変更となる場合がある。
- 54A号系統：鷹合団地前
- 54B号系統・54D号系統：住吉車庫前
- 63号系統：浅香/あべの橋

## 隣の駅
西日本旅客鉄道（JR西日本）
 阪和線
■関空快速・■紀州路快速・■快速・■直通快速・■区間快速
通過
■普通
長居駅 (JR-R24) - 我孫子町駅 (JR-R25) - 杉本町駅 (JR-R26)

### 記事本文

### 利用状況
1. ↑  大阪府統計年鑑 - 大阪府
2. ↑  大阪市統計書 - 大阪市

#### 大阪府統計年鑑
1. 1 2  大阪府統計年鑑（平成2年） (PDF)
2. ↑  大阪府統計年鑑（平成3年） (PDF)
3. ↑  大阪府統計年鑑（平成4年） (PDF)
4. ↑  大阪府統計年鑑（平成5年） (PDF)
5. ↑  大阪府統計年鑑（平成6年） (PDF)
6. ↑  大阪府統計年鑑（平成7年） (PDF)
7. ↑  大阪府統計年鑑（平成8年） (PDF)
8. ↑  大阪府統計年鑑（平成9年） (PDF)
9. ↑  大阪府統計年鑑（平成10年） (PDF)
10. ↑  大阪府統計年鑑（平成11年） (PDF)
11. ↑  大阪府統計年鑑（平成12年） (PDF)
12. ↑  大阪府統計年鑑（平成13年） (PDF)
13. ↑  大阪府統計年鑑（平成14年） (PDF)
14. ↑  大阪府統計年鑑（平成15年） (PDF)
15. ↑  大阪府統計年鑑（平成16年） (PDF)
16. ↑  大阪府統計年鑑（平成17年） (PDF)
17. ↑  大阪府統計年鑑（平成18年） (PDF)
18. ↑  大阪府統計年鑑（平成19年） (PDF)
19. ↑  大阪府統計年鑑（平成20年） (PDF)
20. ↑  大阪府統計年鑑（平成21年） (PDF)
21. ↑  大阪府統計年鑑（平成22年） (PDF)
22. ↑  大阪府統計年鑑（平成23年） (PDF)
23. ↑  大阪府統計年鑑（平成24年） (PDF)
24. ↑  大阪府統計年鑑（平成25年） (PDF)
25. ↑  大阪府統計年鑑（平成26年） (PDF)
26. ↑  大阪府統計年鑑（平成27年） (PDF)
27. ↑  大阪府統計年鑑（平成28年） (PDF)
28. ↑  大阪府統計年鑑（平成29年） (PDF)
29. ↑  大阪府統計年鑑（平成30年） (PDF)
30. ↑  大阪府統計年鑑（令和元年） (PDF)
31. ↑  大阪府統計年鑑（令和2年） (PDF)
32. ↑  大阪府統計年鑑（令和3年） (PDF)
33. ↑  大阪府統計年鑑（令和4年） (PDF)
34. ↑  大阪府統計年鑑（令和5年） (PDF)
35. ↑  大阪府統計年鑑（令和6年） (PDF)